# ساشا سوكول
ساشا سوكول (بالإسبانية: Sasha Sokol)‏ هي مغنية وممثلة مكسيكية، ولدت في 17 يونيو 1970 في مدينة مكسيكو في المكسيك.

## وصلات خارجية
- الموقع الرسمي
- ساشا سوكول على موقع IMDb (الإنجليزية)
- ساشا سوكول على موقع ميوزك برينز (الإنجليزية)
- ساشا سوكول على موقع أول ميوزيك (الإنجليزية)
- ساشا سوكول على موقع ديسكوغز (الإنجليزية)
- ساشا سوكول على موقع قاعدة بيانات الفيلم (الإنجليزية)
- ساشا سوكول على موقع كينوبويسك (الروسية)